# San Baltasar (culto argentino)
San Baltasar, Santo Rey Baltasar o Santo Cambá (siendo kambá: ‘negro, morocho’, en idioma guaraní) es un santo venerado en Argentina, Paraguay y Uruguay, basado en el rey mago Baltasar, perteneciente a la creencia popular.
Se mantienen prácticas musicales y religiosas de raigambre afromestiza, algunas de las cuales tienen antecedentes en la antigua Cofradía. Este culto se practica de manera paralitúrgica, pues para la Iglesia católica san Baltasar no está canonizado.
A este santo están dedicados los chamamés candombes Cambá cuá (agujero o cueva de negros, en idioma guaraní) y Cambá jeroký (baile de morenos o negros), compuestos por Osvaldo Sosa Cordero, conocedor de la festividad y de la música desarrollada en este evento por haber nacido en Concepción Yaguareté-Corá, por haber vivido estas festividades en el barrio Cambá Cuá de Corrientes y por haber sido asiduo asistidor a bailes afroporteños mientras vivía en la Ciudad de Buenos Aires. También destacan las charandas (género musical también conocido como zemba, el nombre antiguo de este género), "charanda negra" y "charanda de la libertad" de Zitto Segovia.

## Lugares de veneración

### Argentina
En Argentina, su culto se practica en la zona del Litoral: Corrientes, Entre Ríos, este del Chaco y Formosa.
En la ciudad de Concepción Yaguareté-Corá (Provincia de Corrientes) y así como en el barrio Cambá Cuá de la ciudad de Corrientes el día del santo es celebrado el 6 de enero de cada año, realizándose actividades tales como actos religiosos, ofrendas y entretenimientos musicales.
Los devotos y “promeseros” bailan en grupo de parejas, varones y mujeres, jóvenes, niños y ancianos, la danza denominada zemba o charanda
En la localidad de Empedrado (Corrientes) y en el paraje El Batel (del mismo departamento), también cada 6 de enero los devotos y “promeseros” bailan en grupo de parejas, varones y mujeres, jóvenes, niños y ancianos, la danza denominada zemba o charanda. De neto origen afroamericano, es un baile rítmico con canto que propicia el desarrollo de una coreografía ceremonial específica, en la pista de tierra preparada al efecto y que compromete cada año a una multitud de creyentes que rinden con esta danza su homenaje y devoción al "Santo Cambá” (‘santo negro’, en idioma guaraní).

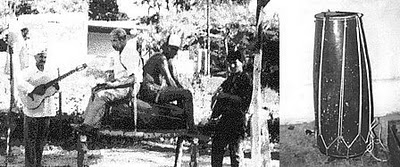
A la izquierda: grupo de zemba o charanda; a la derecha: bombo con el que se toca la zemba o charanda.

La instrumentación se compone de un tambor (tronco ahuecado) de dos parches de cuero, uno en cada extremo, que es percutido con ambas manos por dos “Tamboreros” que se sientan a horcajadas sobre el tronco-tambor, de 2,5 m de largo por 70 cm de diámetro, que se coloca en forma horizontal sobre el suelo. Lo acompañan: un triángulo metálico, guitarras criollas, acordeón y un coro de voces que entonan el estribillo alusivo al acto, cuyos versos son muy antiguos.
En estas dichas ceremonias se rinde culto al Santo Kambá, mediante toques, bailes y danzas de gran influencia africana (charandas o zembas, candombes, etc.).

### Uruguay
Por otro lado, en Uruguay se realizan desfiles desde el tiempo de la conquista, desde las naciones se invoca a al rey santo, se llama con clave de tambor, candombe, hoy de tres tambores: chico, piano y repique, quedando por el camino el tambor más grave de todos, llamado "bombo". 

### Paraguay
A su vez, en Paraguay esta festividad fue llevada cuando el prócer de la Banda Oriental, José Artigas se retira al exilio en Paraguay, es acompañado de unos 200 africanos o descendientes de esclavos. Los cuales en la Comunidad Kambá Kua, en las afueras de Asunción, continúan con la ceremonia cada año.